# ヴァルハラ・ライジング
『ヴァルハラ・ライジング』（Valhalla Rising）は2009年のデンマーク・イギリス合作の歴史アドベンチャー映画。ヴァイキングの時代を舞台に超人的な戦闘能力を持つ戦士が辿る冒険の旅を北欧神話を背景にして描いた作品である。
2009年9月4日に第66回ヴェネツィア国際映画祭で初上映された。

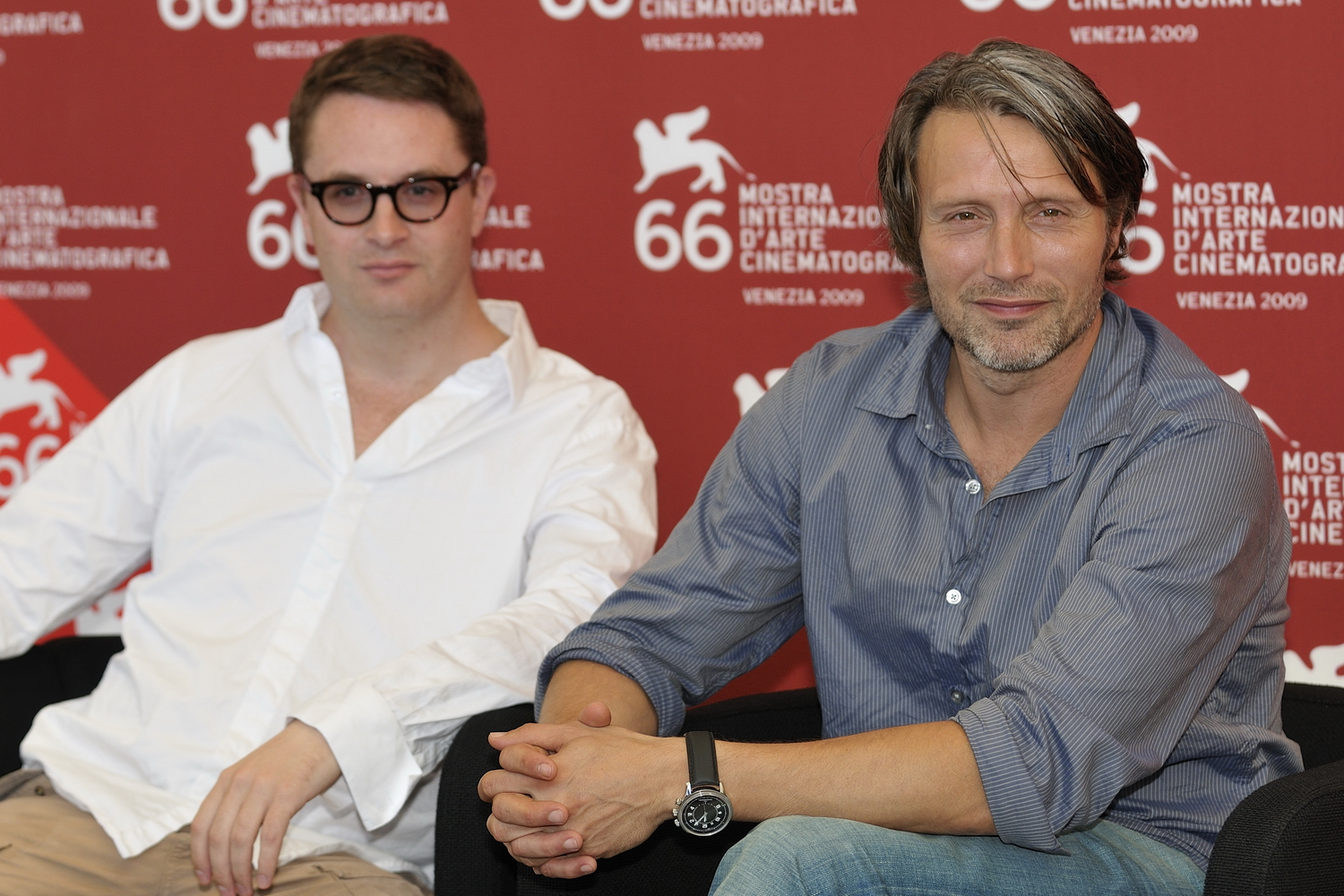
第66回ヴェネツィア国際映画祭にてレフン監督（左）と主演のマッツ・ミケルセン（右）※2009年9月4日撮影

## ストーリー

### 第一章 憤怒
原題：Wrath
キリスト教徒による迫害を逃れて旅を続ける異教徒の集団に、彼らの娯楽として殺し合いをさせられている片目の奴隷戦士（マッツ・ミケルセン）と、彼の世話をする奴隷の少年アー（マールテン・スティーヴンソン）がいる。奴隷戦士は近い未来を予知する力を持っており、その力によって手に入れた矢じりで束縛を解き、自分を奴隷にしていた者たちをことごとく殺して自由の身となる。そして、これまで自分を「所有」していた首領バルデ（アレクサンダー・モートン）の首を槍に突き刺し、晒し者にする。

### 第二章  沈黙の戦士
原題：Silent Warrior
自由の身となった片目の奴隷戦士はアーとともに旅立つ。しばらくして、2人はキリスト教徒のバイキングの集団に出会う。言葉を発しない戦士の代わりにアーは戦士が「ワン・アイ」という名で海の向こうの地獄からやって来たと答える。バイキングたちはワン・アイとアーを聖地エルサレムへの旅に同行させる。

### 第三章 神の民
原題：Men of God
船で旅に出た一行だったが、深い霧に行く手をはばまれる。飢えと渇きに耐えかねて海水を飲んだ男が死に、霧を「少年の呪い」と思い込んだ男がアーを殺そうとして逆にワン・アイに殺される。それからしばらくして、ワン・アイが海水をすくって飲んでみるとそれは真水だった。

### 第四章 聖地
原題：The Holy Land
一行が乗っていた船は海から川に入っていた。突然に霧が晴れ、一行の目の前に現れた土地を聖地と思った一行は上陸し、その土地を探索する。しかし、そこには食に出来るような動物もいなければ、果実もなく、しかもバイキングの1人が行方をくらましてしまう。この事態にようやくここが聖地でないと分かった一行は再び船に乗って、その地を後にするが、そこに矢が飛んで来て、バイキングの1人が死ぬ。

### 第五章 地獄
原題：Hell
陸に上がって難を逃れた一行の前に、行方不明になっていた男が全身に橙褐色の泥を塗りたくった状態で現れる。そして取り憑かれた様子で、「ワン・アイが『ここは地獄だ』と言っている声が聞こえる」と言う。バイキングらは仲違いを始め、神の存在を否定する者まで現れる。そして1人の男がワン・アイに襲いかかったことをきっかけに、3人の男が死ぬ。
バイキングのリーダー・エイリク（ユアン・スチュワート）とその親友カレ（ゲイリー・ルイス）の2人が残される。カレがワン・アイに付いて行こうとすると、エイリクは裏切り者としてカレを刺す。

### 第六章 犠牲
原題：The Sacrifice
カレは傷ついた身体でワン・アイの後を追う。そこにエイリクの息子ゴーム（ジェイミー・シーヴェス）も加わる。一方、残されたエイリクはここを新しいエルサレムにすると意気込むが、矢を射られて絶命する。
丘の上で休憩を取っている中、ワン・アイはアーを通じてゴームがもうじき死ぬことを告げる。ゴームは既に殺されている父エイリクのもとに戻る。一方、カレはエイリクに刺された傷のために瀕死の状態にあり、死んだ息子たちのもとに行くとしてワン・アイらを見送り、そこで息絶える。
ワン・アイとアーは海岸に着く。そこに全身を橙褐色の泥で覆った先住民の集団が現れる。ワン・アイは武器を捨てて彼らに近づくと、無抵抗のまま先住民たちに撲殺される。ワン・アイを殺した先住民たちは、一部始終を見ていたアーを一瞥すると、そのまま姿を消す。

## キャスト
- ワン・アイ - マッツ・ミケルセン
- アー - マールテン・スティーヴンソン
- エイリク - ユアン・スチュワート
- カレ - ゲイリー・ルイス
- バルデ - アレクサンダー・モートン
- ゴーム - ジェイミー・シーヴェス